# Saint-Michel-l'Observatoire
 Saint-Michel-l'Observatoire  es una población y comuna francesa, situada en la región de Provenza-Alpes-Costa Azul, departamento de Alpes de Alta Provenza, en el distrito de Forcalquier y cantón de Forcalquier.

## Demografía
| 432 | 499 | 617 | 713 | 844 | 904 |
| Para los censos de 1962 a 1999 la población legal corresponde a la población sin duplicidades (Fuente: INSEE [Consultar]) |     |     |     |     |     |